# Iowa Indijanci
Iowa (Ioway), maleno prerijsko pleme Siouan Indijanaca, grupe Chiwere, nastanjeno na srednjem zapadu. U državi Iowa, koja je po njima dobila ime, više ne žive. Sve svoje zemlje u Iowi i Missouriju prepuštaju 1824.,  1830., 1836. i 1837. SAD-u i odlaze 1836. na rezervat u Kansas, a dio 1883. i na Indijanski Teritorij (Oklahoma).  Danas žive u Oklahomi i na rezervatu u Kansasu i Nebraski. Svih skupa 2000. ima oko 500.

## Ime
Ime Iowa dolazi od Siouan riječi Ayuhwa koja, premu Riggsu, znači "sleepy ones," ili pak od Aíyuwe "marrow-eaters." Jedenje koštane srži omiljeno je naročito među starijim ljudima koji su izgubili zube i čest među eskimima i američkim domorocima. Važan naziv koji je potrebno navesti je onaj što su im ga dali trgovci,  'Nez Percés' , kod Francuza, i  'Pierced Noses' , u engleskom prevodu, koji čuva vjerojatan običaj nekad raširen među njima.-Sami sebe oni nazivaju Bah-Kho-Je ili 'Prašnjavi Nosovi' (=dusty noses), koji se javlja i u varijanti Pahodja, a prevodi se i kao grey snow, navodno zbog toga što su u zimskim mjesecima, njihova kolibe bile prekrivene snijegom zaprljanim sivom bojom pepela. Ostali nazivi bili su Wa-otc' (Winnebago), Pashóhan (Pawnee) i Nadouessioux Maskoutens (Algonquian ime)

## Povijest
Izvorno je kultura Iowa, kao i ostalim Chiwere plemenima bila šumska, da bi se odvajanjem od Velikog Winnebago naroda, svojim migracijama na jug i zapad došli na područje prerija, gdje postaju pravim Prerijskim Indijancima. Iowe su se nastanili na području zapadne Iowe, istočno od plemena Pawnee, Omaha i Oto, te sjeverno od plemena Missouri. na preriji oni neće dugo ostati i još će u 1. polovici 19. stoljeća biti tjerani na rezervate u Kansas i Nebrasku. 

## Etnografija
Ajove pripadaju prerijskom kulturnom području, no ono što nije karakteristično nekim prerijskim pelmenima, je da su se bavili i agrikulturom. Uzgajali su kukuruz i za vrijeme sjedilačkog života živjeli u polupodzemnim zemljanim nastambama, dok bi prilikom sezonskog lova na bizone ili ratnih pohoda sa sobom nosili kožne tepee-šatore. Neki simboli prerijske kulture kao što je uvojak skalpa dekoriran jelenjom dlakom, što su imali Kansa i osage Indijanci, poznavali su i Ajove. 
Njihova organizacija bila je po klanovima unutar kojih je zabranjena ženidba. U Morganovo vrijeme bilo ih je 8:
1. Me-je’-ra-ja (Vuk; Wolf). 2. Too-num’-pe (Medvjed; Bear). 3. Ah’ro-wha (krava bizona; Cow, Buffalo). 4. Ho’-dash (sjeverni jelen; Elk). 5. Cheh’-he-ta (Orao; Eagle), 6. Lu’-chih (Golub; Pigeon). 7. Waa keeh’; (Zmija; Snake). 8. Ma’-kotch (Sova; Owl.)
Hodge kaže da se kružno selo Iowa sastojalo od dviju polovica, dvije neimenovane fratrije s ukupno 9 rodova:
- 1) fratrija: 1. Tunanpin, Black Bear; 2. Michirache, Wolf; 3. Cheghita, Eagle i Thunder being; 4. khotachi, Elk
- 2) fratrija: 5. Pakhtha, Beaver; 6. Ruche, Pigeon; 7. Arukhwa, Buffalo; 8. Wakan, Snake; 9. Mankoke, Owl.

Indijanci Oto i Missouri imaju iste klanove kao i Ajove.

## Iowa danas
Indijanci  'Iowa Tribe of Oklahoma'  danas je nezavisan narod s vlastitom konsitucijom, zakonima i upravnim tijelima koja koja brinu o svim plemsnkim poslovima i pravima koja ih sljeduju. 
Današnje drugo Iowa pleme  'Iowa Tribe of Kansas and Nebraska'  (vidi) danas živi na rezervatu Iowa u okrugu Brown u sjeveroistočnom Kansasu i jugoistočnoj Nebraski u okrugu Richardson, a 1995. po popisu ih je bilo 2,147. 

## Vanjske poveznice
- Iowa Tribe of Oklahoma

- Iowa Indijanci
- Ratna kijača, pleme Iowa.
- Iowa ratnik Tahrohon
- Susan La Flesche Picotte (1865-1915), prva Indijanka u SAD-u koja je postala doktorom.